# كروبوتكين
كروبوتكين (بالروسية: Кропоткин) هي إحدى مدن روسيا في الكيان الفدرالي الروسي كراسنودار كراي.

## أعلام
- جينادي كوفاليف
- إيليا نوموف